# Rudi Gutendorf
Rudolf "Rudi" Gutendorf (Koblenz, 30 de agosto de 1926 – 13 de setembro de 2019) foi um futebolista e treinador de futebol alemão, que também teve uma curta carreira como ator.
Gutendorf é conhecido, principalmente, por ter treinado equipes e seleção de todos os continentes do mundo. Entrou para o Guinness Book como a pessoa que mais equipes treinou na história (55 times de 32 países diferentes), além de também ser o recordista em número de seleções, tendo estado no comando de dezoito seleções durante sua carreira. Seu primeiro trabalho foi no clube suíço Blue Stars Zurich, na década de 1950, e seu último trabalho aconteceu em 2003, quando esteve no comando da Seleção Samoana.
Na América do Sul ele treinou as seleções do Chile, Peru e Venezuela, além do Sporting Cristal, clube peruano.

## Carreira como ator
Além de treinador, teve ainda uma curta carreira de ator, participando de 4 filmes.

## Títulos

### Como jogador
Luzern
- Copa da Suíça: 1959-60

### Como treinador
Austrália
- Copa das Nações da OFC: 1980

Yomiuri
- Japan Soccer League: 1984
- Copa do Imperador: 1984
- Japan Soccer League Cup: 1985

## Filmografia
- 1999: "Der Ball ist ein Sauhund"
- 15 November 1999: "Beckmann"
- 2006: "Volle Kanne – Service täglich"
- 2009: "Mein Ehrgeiz galt dem Fußball und den Frauen"[7]